# Asphondylia sarothamni
Asphondylia sarothamni är en tvåvingeart som först beskrevs av Friedrich Hermann Loew 1850.  Asphondylia sarothamni ingår i släktet Asphondylia och familjen gallmyggor. Inga underarter finns listade i Catalogue of Life.